# Demissolinea novaeguineensis
Demissolinea novaeguineensis är en fiskart som beskrevs av Burhanuddin och Iwatsuki 2003. Demissolinea novaeguineensis ingår i släktet Demissolinea och familjen Trichiuridae. Inga underarter finns listade i Catalogue of Life.